# Zwartkopklauwiertimalia
De zwartkopklauwiertimalia (Pteruthius rufiventer) is een zangvogel uit de familie Vireonidae (vireo's).

## Verspreiding en leefgebied
Deze soort komt voor in de Himalaya tot noordelijk Myanmar, zuidelijk China en noordwestelijk Vietnam.